# Малага-дель-Фресно
Малага-дель-Фресно (ісп. Málaga del Fresno) — муніципалітет в Іспанії, у складі автономної спільноти Кастилія-Ла-Манча, у провінції Гвадалахара. Населення — 220 осіб (2010).
Муніципалітет розташований на відстані близько 55 км на північний схід від Мадрида, 18 км на північ від Гвадалахари.

## Демографія
Динаміка населення (INE ):